# Schloss Neustarkenberg

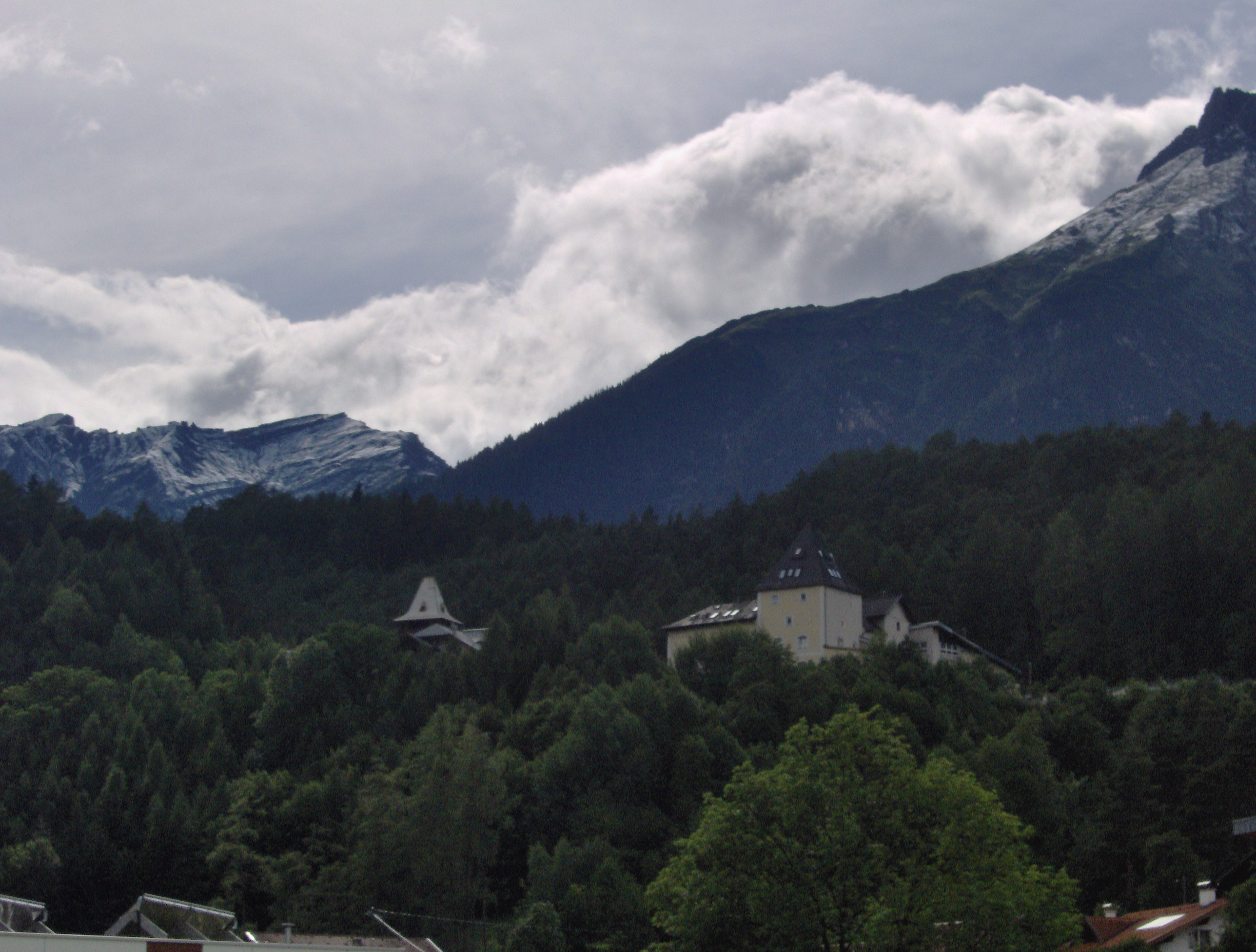
Schloss Starkenberg in Tarrenz heute

Das heutige Schloss Neustarkenberg  ist aus der Burg Neu-Starkenberg hervorgegangen und befindet sich in der Gemeinde Tarrenz im Bezirk Imst von Tirol (Griessegg 1).

## Geschichte

### Mittelalterliche Geschichte
1317 bestätigte König Heinrich von Böhmen seinem getriwen Heinrich von Starchenberch, dem wir sunderlich wol getrowen den puhel und dez purchstal, daz da leit pei Tarrenz ob Purchekke gen der straze verliehen habe. Ein Burgstall als nicht gemauerte Anlage fiel nicht unter die landesfürstliche Genehmigungspflicht für  die Errichtung von Burgen und diese Verleihung kommt einem Burgenbauverbot gleich, dennoch ist ab 1331 hier die Burg Neu-Starkenberg nachzuweisen. Heinrich von Starkenberg vermachte 1331 die purch ze newen starchenberg seiner Tochter Margarethe, verheiratet mit Peter von Hoheneck. 1351 wurde die Burg an die Rottenburger verpfändet; nach deren Sturz fiel die Burg an den Landesherren. Als landesfürstliche Burg wurde diese von Pflegern verwaltet und blieb so von dem Untergang der Starkenberger ausgenommen. 1415 beurkundete Gerwig von Rotenstein, dass er für den Betrag von 800 Gulden die Herrschaft Neustarkenberg erhalten habe. 
1448 wird hier als Pfleger Reinprecht Hendlein erwähnt. 1475 erscheint als Pfleger Watzlaus Colaus, also ein aus Böhmen zugewanderter Dienstmann. 1497 versprach der spätere Kaiser Maximilian I. dem Watzla Klaws, dass er die Pflege auch nach dessen Ableben seinem Sohne Jörgen Klaws belassen werde.  1531 erscheint der Sohn oder Enkel Jörg Colaus als Pfleger, in diesem Jahr wurde er von dem Kammermeister König Ferdinand, Erasmus Heidenreich, angewiesen, Ausbesserungsarbeiten an der Burg vorzunehmen. 1554/55 war Jörg Colaus obrister Camerer unserer ku. Tochter, seine Söhne Georg und Ferdinand waren Kämmerer von Erzherzog Karl in der Steiermark. Auf dem Grabstein des Jörg in der Friedhofskapelle findet sich folgende Inschrift: Ano dm. 1556 am 20. October starb der Edel herr Georg von Colaus genent waßler kö. Kay. Rat vnd derselben kay.chter Obrister Camerer und phleger zu Starckhenberg dem got gnad.  Mitte des 16. Jahrhunderts erfolgte der Umbau der Burg zu einem Schloss.

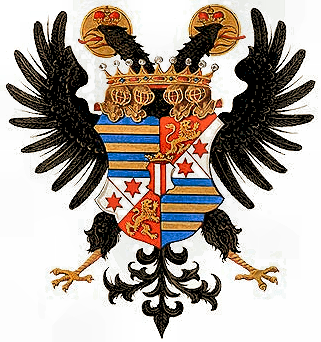
Wappen der Grafen Coreth zu Coredo und Starkenberg

1609–1619 war Starkenberg im Besitz der Schurff. 1698 wurde es an die Herren und späteren Grafen Coreth verkauft, welche das alte Starkenberger Wappen dem ihren anfügten.

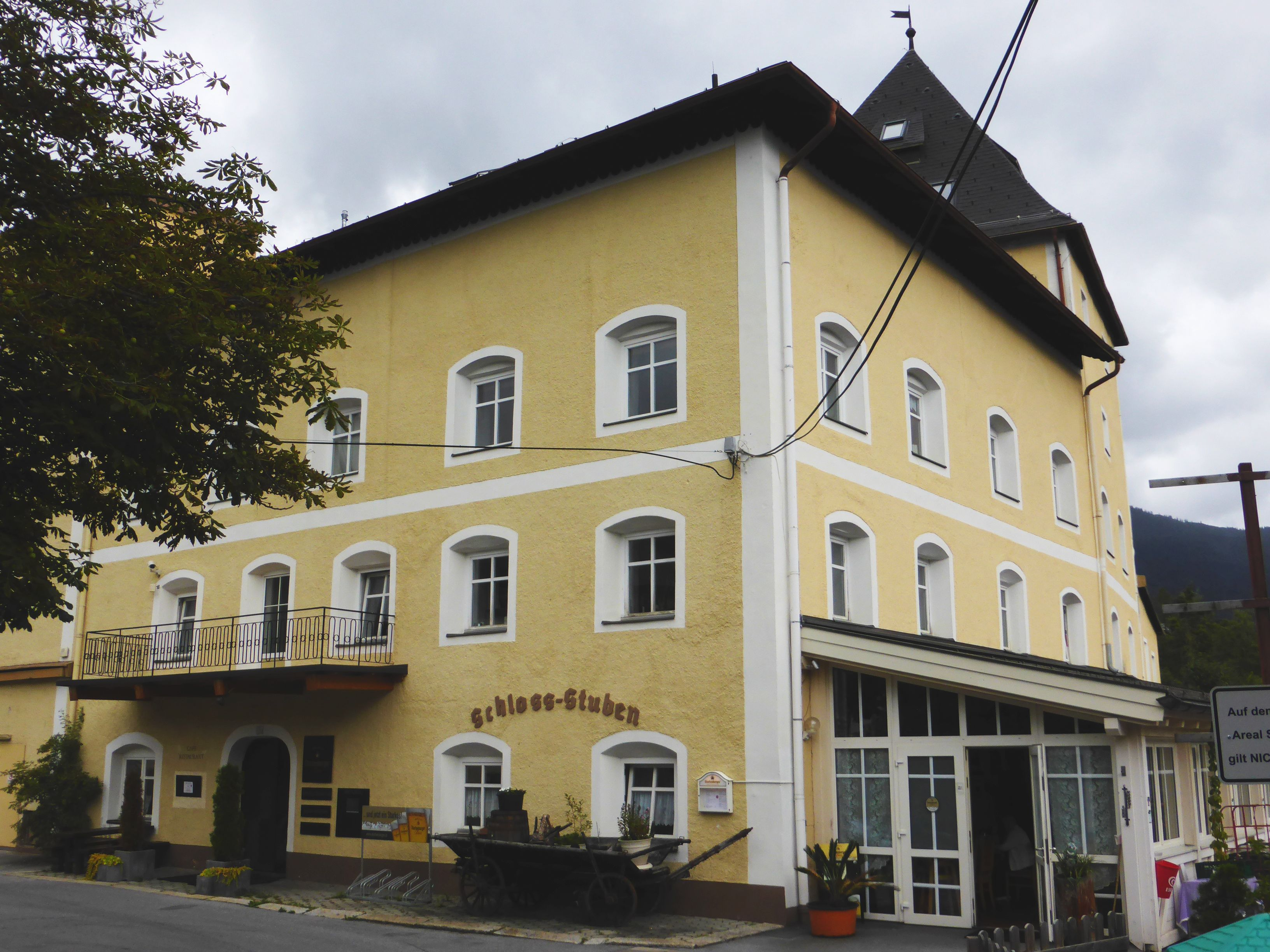
Schloss und Brauerei Neustarkenberg heute

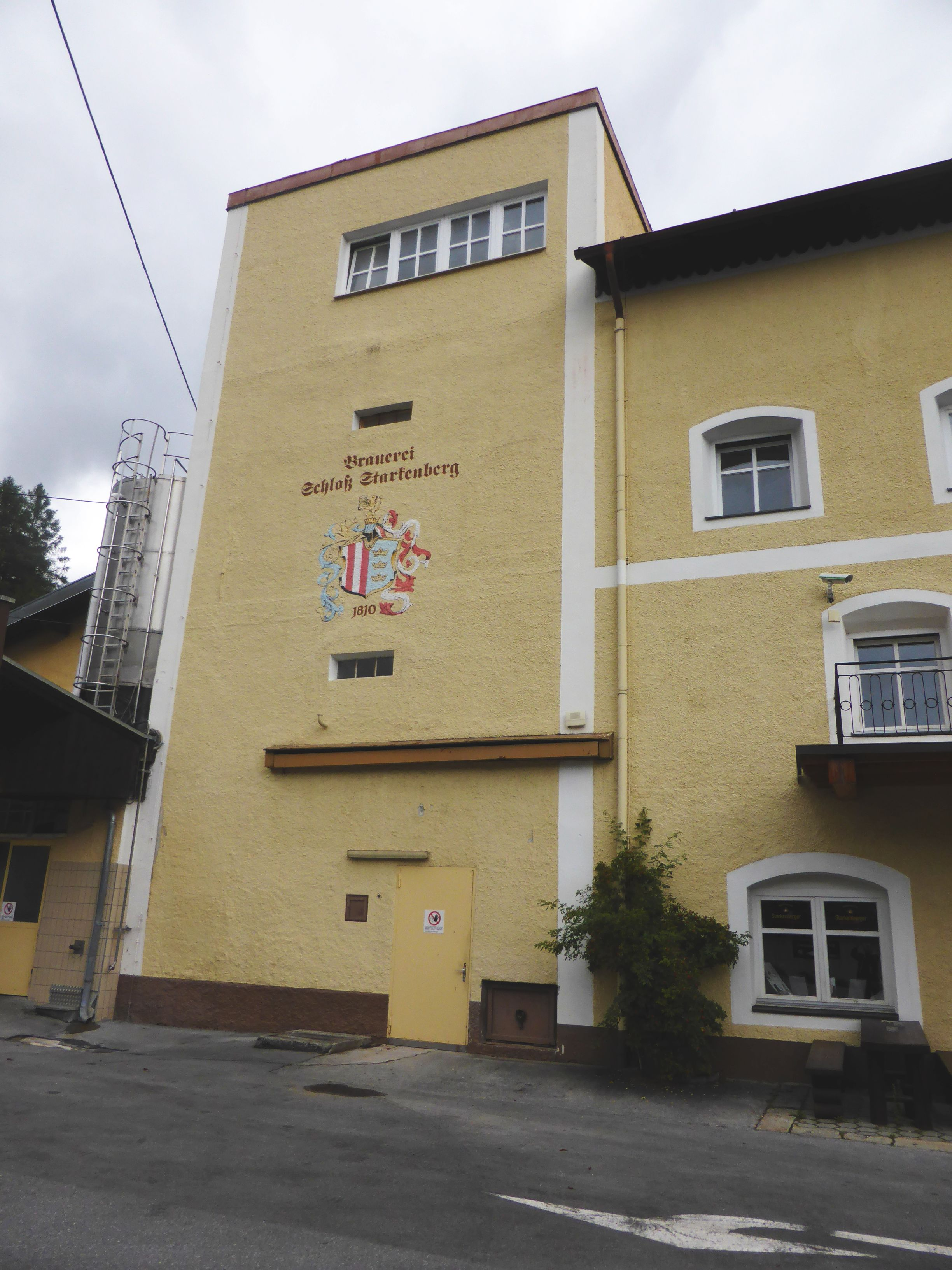
Schloss und Brauerei Neustarkenberg

### Von der Burg Neustarkenberg zum Schloss Neustarkenberg und zu einer Bierbrauerei
1809 geht Starkenberg an die Fabrikantenfamilie Strele aus Imst über, die hier 1816 eine Brauerei einrichten. Diese geht 1904 an die Kaufmannsfamilie Kapferer-Schatz aus Innsbruck über. Dies hatte eine weitgehende Zerstörung des alten Baubestandes zur Folge. Nach einem Konkurs ersteigert Carl Kapferer 1902 als Hauptgläubiger Starkenberg. 1919 übernimmt Kapferers Tochter Herta und deren Gatte Rudolf Schatz die Leitung Starkenbergs. 1934 verstirbt Carl Kapferer und es kommt zu einer Erbteilung. 1947 muss als Sühneabgabe 40 % des geschätzten Vermögens Starkenbergs geleistet werden, da Herta Schatz ab 1938 Parteimitglied der NSDAP war. 1969 verstirbt Rudolf Schatz und 1972 Herta Schatz. 1973 wird die Starkenberg GmbH & Co KG mit Geschäftsführerin Helga Schatz gegründet. 1985 erfolgt eine Betriebsübergabe an die Familie Amann, welche bereits seit 1984 an der Firma beteiligt war. 2008 erfolgt die Gründung der Brauerei Schloss Starkenberg BetriebsGmbH.

## Baugeschichte
Der ursprüngliche Bau von 1317 bestand aus einer rechteckigen Ringmauer mit einem Bergfried (9,4 m Seitenlänge und 1,4 m starke Mauern) an der Nordostecke und einem Gebäude an der Ostseite. Im vorletzten Stockwerk des heute noch vorhandenen Bergfrieds ist der mittelalterliche Charakter (eine schwere Balkendecke und offenliegendeS Bruchsteinmauerwerk) erhalten. Unter dem Pfleger Jörg Colaus beginnt der Umbau zu einem Schloss (nördlicher Verbindungstrakt, Einbauten im Ostteil zwischen Südtrakt und Turm). Weitere Umbauten erfolgten dann in der Barockzeit. Eine außenstehende Kapelle wurde 1837 erbaut; die Reste einer spätbarocken Kapelle wurden in den dreißiger Jahren des vorigen Jahrhunderts zugunsten einer Sudanlage abgebrochen. 